# Andrew Cunningham
Andrew Browne Cunningham, 1:e viscount Cunningham of Hyndhope, född 7 januari 1883 i Rathmines, County Dublin, död 12 juni 1963 i London, var en brittisk flaggman under andra världskriget. 
First Sea Lord 1943–1946, amiral 3 januari 1941 och Admiral of the Fleet 21 januari 1943.

## Biografi
Åren 1939-1943 var Cunningham befälhavare för den brittiska medelhavsflottan och det var han som var befälhavare när brittiska hangarfartyg anföll den italienska flottbasen vid Taranto i november 1940. 
Han hade också befäl vid slaget om Kreta, och tillsammans med Dwight D. Eisenhower ledde han de allierade styrkorna vid Operation Torch.
Han blev First Sea Lord den 21 oktober 1943 när Dudley Pound avled. Han tvingades då sluta som befälhavare för medelhavsflottan och föreslog John H.D. Cunningham som sin efterträdare. Efter kriget tvingades Royal Navy av den nya Labour-regeringen under ledning av Clement Attlee skära ner kraftigt i sin budget. Andrew Cunningham pensionerades i slutet av maj 1946 och han avled den 12 juni 1963.

## Eftermäle
Vid Trafalgar Square finns sedan 1967 en byst av Andrew Cunningham.